# (26096) 1988 SD3
1988 أس دي 3 (ويعرف أيضًا باسم (26096) 1988 أس دي 3 وفق تسمية الكوكب الصغير) (بالإنجليزية: 1988 SD3)‏ هو كويكب ضمن حزام الكويكبات؛ وترتيبه 26096 من حيث الاكتشاف.
اكتُشف هذا الجُرم الفلكي بواسطة شيلت جون بوبي في 16 سبتمبر 1988.

## وصلات خارجية
- (26096) 1988 SD3 في قاعدة بيانات مختبر الدفع النفاث لأجرام النظام الشمسي الصغيرة

- الاكتشاف · مخطط المدار ·  العناصر المدارية · المعلمات المادية

- (26096) 1988 SD3 على موقع ويكي سكاي: DSS2, SDSS, GALEX, IRAS, Hydrogen α, X-Ray, Astrophoto, Sky Map, Articles and images